# Liste der Naturdenkmale in Krostitz

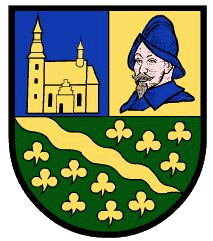
Wappen von Krostitz

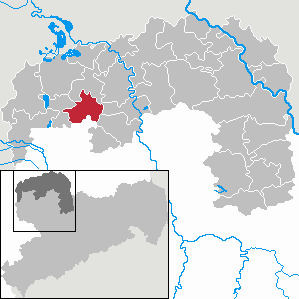
Lage von Krostitz

In der Liste der Naturdenkmale in Krostitz werden die Einzel-Naturdenkmale, Geotope und Flächennaturdenkmale in der nordsächsischen Gemeinde Krostitz und ihren Ortsteilen Beuden, Hohenossig, Kletzen, Krensitz, Krostitz, Kupsal, Lehelitz, Mutschlena, Niederossig, Priester, Pröttitz, Zschölkau aufgeführt.
Bisher sind lt. Quellen 3 Einzel-Naturdenkmale, 0 Geotope und 2 Flächennaturdenkmale bekannt und hier aufgelistet.
Die Angaben der Liste basieren auf Daten des Geoportals Sachsenatlas und den Daten auf dem Geoportal Nordsachsen.

## Definition
„Gesetz über Naturschutz und Landschaftspflege (BNatSchG), § 28 Naturdenkmäler:
 Naturdenkmäler sind rechtsverbindlich festgesetzte Einzelschöpfungen der Natur oder entsprechende Flächen bis zu fünf Hektar, deren besonderer Schutz erforderlich ist
1. aus wissenschaftlichen, naturgeschichtlichen oder landeskundlichen Gründen oder
2. wegen ihrer Seltenheit, Eigenart oder Schönheit.“

„SächsNatSchG, § 18 Naturdenkmäler (zu § 28 BNatSchG):
1. Die Erklärung nach § 22 Abs. 1 BNatSchG von Teilen von Natur und Landschaft als Naturdenkmal erfolgt durch Rechtsverordnung oder Einzelanordnung.
2. Über § 28 Abs. 1 BNatSchG hinaus können Naturdenkmäler zur Sicherung von Lebensgemeinschaften oder Lebensstätten von im Bestand gefährdeten oder streng geschützten Arten festgesetzt werden.“

## (Einzel-)Naturdenkmale (ND)
Link zu einem Kartenansichtstool, um Koordinaten zu setzen.
| Bild                          | Bezeichnung         | Lage                                       | Beschreibung | Datum | Nummer |
| ----------------------------- | ------------------- | ------------------------------------------ | --- | ----- | ------ |
| mehr Fotos \| Fotos hochladen | Dorf-Eiche Krensitz | Krensitz (51° 29′ 7,9″ N, 12° 27′ 45,4″ O) | die Stieleiche (Quercus robur) im Südteil des Dorfanger (Platz der Jugend) in Krensitz befindet sich gegenüber der Dorfkirche zusammen mit einer zweiten Eiche |       | nso115 |
| mehr Fotos \| Fotos hochladen | Ulme Kupsal         | Kupsal (51° 27′ 50,9″ N, 12° 30′ 0,2″ O)   | die Ulme in Kupsal befindet sich in der Straße „Am Ring“ auf der Rückseite des Grundstücks Nr. 4 |       | nso116 |
| mehr Fotos \| Fotos hochladen | Eiche an der Lober  | Zschölkau (51° 26′ 12″ N, 12° 24′ 2,4″ O)  | die Stieleiche (Quercus robur) bei Zschölkau steht direkt am Ufer der Lober westlich von einem Waldstück (als „Am Lober“ bezeichnet), welches Teil des 1996 eingerichteten Landschaftsschutzgebiet „Loberaue“; nahe der Rackwitzer Str. an der Gemeindegrenze zwischen Zschölkau nach Podelwitz Anm.: die ursprüngliche Bezeichnung „Eiche am Lober, Podelwitz“ ist irreführend |       | nso120 |

## Flächennaturdenkmale
Link zu einem Kartenansichtstool, um Koordinaten zu setzen.
| Bild                          | Bezeichnung       | Lage                                        | Beschreibung | Datum      | Nummer       |
| ----------------------------- | ----------------- | ------------------------------------------- | --- | ---------- | ------------ |
| mehr Fotos \| Fotos hochladen | Erlenbusch Kupsal | Priester (51° 28′ 8,2″ N, 12° 30′ 28″ O)    | Feuchtwald Erlenbusch (Fläche: 4,7 ha, Umfang: 1.060 m) ist ein nördlich von Kupsal gelegenes Auwaldbiotop am Zusammenfluss der südlichen Quellläufe des Boydaer Bach, welcher bei Wölkau in die Leine mündet. Das Feuchtgebiet besteht aus einer südlichen und nördlichen Feuchtwiese sowie einem Sumpfwald und einem Auwald mit reichhaltiger Flora, welcher über den Boydaer Bach nach Norden abfließt und in das Flächennaturdenkmal „Fließgraben am Kämmereirand“ übergeht. Es ist Teil des Landschaftsschutzgebiet „Leinetal“ und Teil des EU-Vogelschutzgebiet „Kämmereiforst und Leineaue“ sowie des FFH-Gebiet „Leinegebiet“ | 01.12.1999 | tdo:22       |
| mehr Fotos \| Fotos hochladen | Fuchsberg Kupsal  | Priester (51° 27′ 26,9″ N, 12° 30′ 15,3″ O) | Auwald Fuchsberg (Fläche: 4,6 ha, Umfang: 1.204 m) ist ein südlich von Kupsal gelegenes Biotop mit Feuchtwiese und Teich am Zschettgauer Graben; ist Teil des Landschaftsschutzgebiet „Leinetal“ | 26.04.1989 | tdo23 nso166 |

## Ehemalige Naturdenkmale
Link zu einem Kartenansichtstool, um Koordinaten zu setzen.
| Bild                          | Bezeichnung   | Lage                                                    | Beschreibung | Datum | Nummer |
| ----------------------------- | ------------- | ------------------------------------------------------- | --- | ----- | ------ |
| mehr Fotos \| Fotos hochladen | Friedenseiche | Krostitz Bahnhofstr. (51° 27′ 48,5″ N, 12° 26′ 56,3″ O) | Friedens-Eiche (Krostitz) an der Bahnhofstraße in Krostitz Anm.: 2023 war nur noch der Stamm erhalten, Baum ist aber noch als Naturdenkmal eingetragen. |       | nso:40 |